# Croke Park
Croke Park (irl. Páirc an Chrócaigh) – stadion uznawany za matecznik sportów gaelickich w stolicy Irlandii, Dublinie. Odbywa się na nim All-Ireland Senior Football Championship w futbolu gaelickim, mistrzostwa w hurlingu. W roku 2003 stadion gościł ceremonię otwarcia oraz zamknięcia Olimpiady Specjalnej. Jest czwartym pod względem pojemności stadionem w Europie. Stadion jest też siedzibą Gaelickiego Stowarzyszenia Sportowego (Gaelic Athletic Association) oraz jego muzeum. Odbywają się na nim również wydarzenia kulturalne, z których warto wymienić Kongres eucharystyczny w roku 2012 oraz LAOCHRA w 2016 będące przedstawieniem upamiętniającym setną rocznicę powstania wielkanocnego.

## Historia

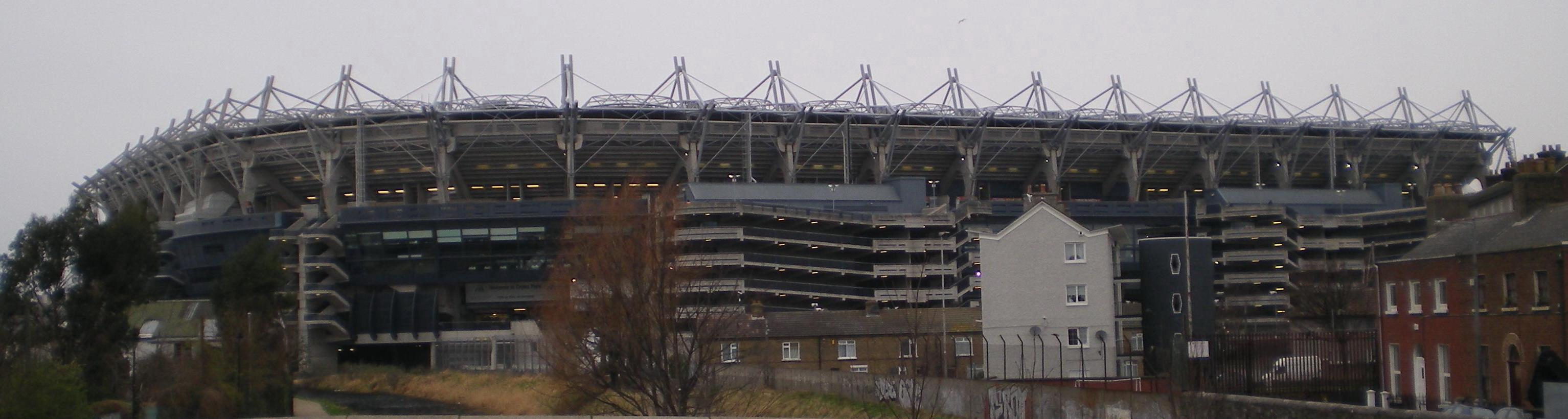
Stadion widziany z Summerhill Parade

W roku 1891 miało miejsce pierwsze spotkanie GAA Athletics, wówczas teren ten nazwano "Butterly's Field" (ang. Pole Butterly'ego) od nazwiska właściciela, w roku 1894 Maurice Butterly sprzedała działkę firmie City and Suburban Racecourse and Amusements Ground Ltd., od tamtej poryteren potocznie nazywano Jones' Road.
15 marca 1896 na tym terenie odbyły się pierwsze zawody All-Ireland finals, rozgrywki o mistrzostwo Irlandii w sportach gaelickich.
W roku 1908 teren został zakupiony przez Franka Dineena, byłego prezesa GAA, za 3,5 tysiąca funtów. Stowarzyszenie odkupiło teren w roku 1913 za 2,4 tysiąca funtów, w tym samym roku zmieniono nazwę na Croke Memorial Park. Nazwa pochodzi od pierwszego patrona stowarzyszenia arcybiskupa metropolity Cashel-Emly Thomasa Croke'a.
Podczas finału w 1983 roku miało miejsce kilka poważnych wypadków na trybunie Hill 16, podjęto decyzję o jego renowacji która skończyła się w 1988 roku. W roku 1992 GAA postanowiło zmodernizować stadion w czterech fazach, architektem został mianowany Gilroy McMahon. Modernizacja zakończyła się w marcu 2005 roku, za jej wykonanie architekt otrzymał Złoty medal RIAI za lata 2001-2003. W roku 2007 zainstalowano oświetlenie na stadionie, głównym powodem były mecze rugby i piłkarskie jakie rozgrywały na stadionie reprezentacje Irlandii w zastępstwie remontowanego Aviva Stadium.
2 maja 2009 roku podczas półfinałowego meczu Pucharu Heinekena pomiędzy drużynami Leinster i Munster padł rekord frekwencji publiczności na meczu rugby drużyn klubowych wynoszący 82 208 osób.

## Krwawa niedziela

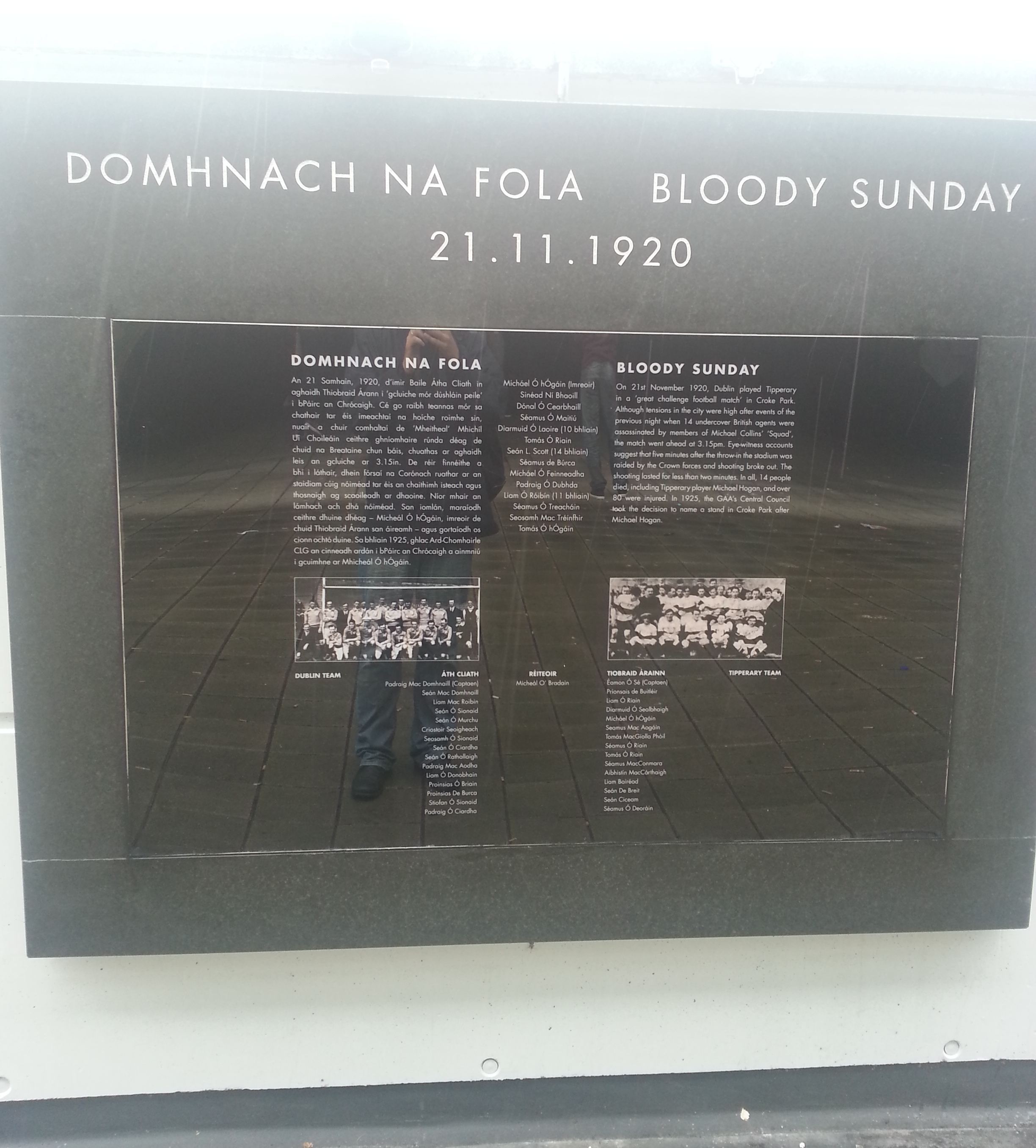
Tablica upamiętniająca Krwawą Niedzielę na stadionie Croke Park

W 1920 roku na stadionie miały miejsce zdarzenia nazywane Krwawą Niedzielą, rząd brytyjski w akcji odwetowej otoczył stadion podczas meczu futbolu gaelickiego zabijając 11 cywilów, raniąc 60 osób z czego 3 kolejne zmarły w szpitalu.

## Rozgrywki nie gaelickie
Stadiony będące własnością GAA lub klubów zrzeszonych w tym stowarzyszeniu nie mogą być używane do rozgrywek sportów niegaelickich (np. meczów rugby i piłki nożnej) ze względu na tzw. "zasadę 42" regulaminu GAA (dziś punkt 5.1 regulaminu) która za takie działania przewiduje katalog kar. Dopuszczane są wyjątki za zgodą rady głównej stowarzyszenia, taka sytuacja zaistniała w latach 2007-2009 kiedy przebudowywano Aviva Stadium na którym grały reprezentacja Irlandii w piłce nożnej mężczyzn i Reprezentacja Irlandii w rugby union mężczyzn, stadion gościł także półfinałowy mecz Pucharu Heinekena pomiędzy Munster a Leinster. Zamknięcie stadionów na inne dyscypliny jest jednym z najczęściej dyskutowanych praw w regulaminie GAA.

## Koncerty
Na stadionie często odbywają się koncerty, wielokrotnie koncertował tu zespół U2.